# Cidade Antiga de Damasco
A Cidade Antiga de Damasco, cercada por uma grande muralha romana, é um Património Mundial na Síria.

## Patrimônio histórico

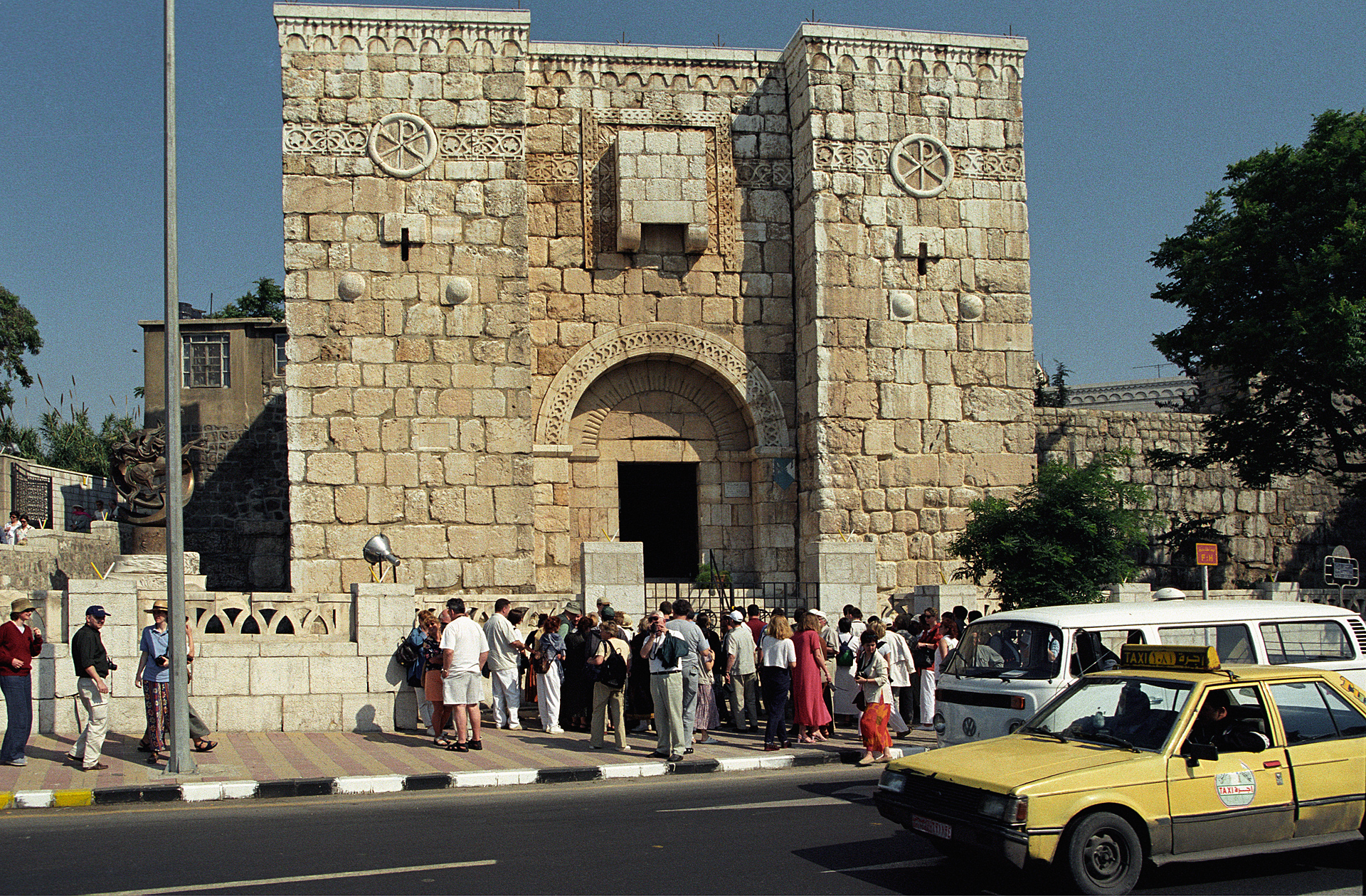
Capela de S. Paulo

Existem muitas obras e jóias da arquitetura islâmica em Damasco. Construída no ano 705, a Mesquita dos Omíadas ainda guarda mosaicos e minaretes de sua construção original. Junto dela, está o Mausoléu de Saladino, erguido em 1196. 
Outra mesquita importante é a Takiyyeh as-Sulaymaniyyeh. Foi feita em estilo otomano, em 1554, e suas camadas de pedras pretas e brancas e minaretes longos chamam a atenção e impressionam. 
No Palácio de Azem, construído em 1749, hoje funciona a sede do Museu de Artes e Tradições Populares da Síria. O prédio foi todo feito com basalto preto e rochas sedimentares brancas. 
A Cidade Velha, também guarda importantes histórias e construções cristãs. Foi ali que os discípulos tiraram o apóstolo Paulo por uma janela, para que ele fugisse dos seus perseguidores. No lugar, foi construída a capela de São Paulo.